# Catasetum atratum
Catasetum atratum (tên tiếng Anh là Lustrous Black Catasetum) là một loài phong lan.
 Tư liệu liên quan tới Catasetum atratum tại Wikimedia Commons

## Hình ảnh

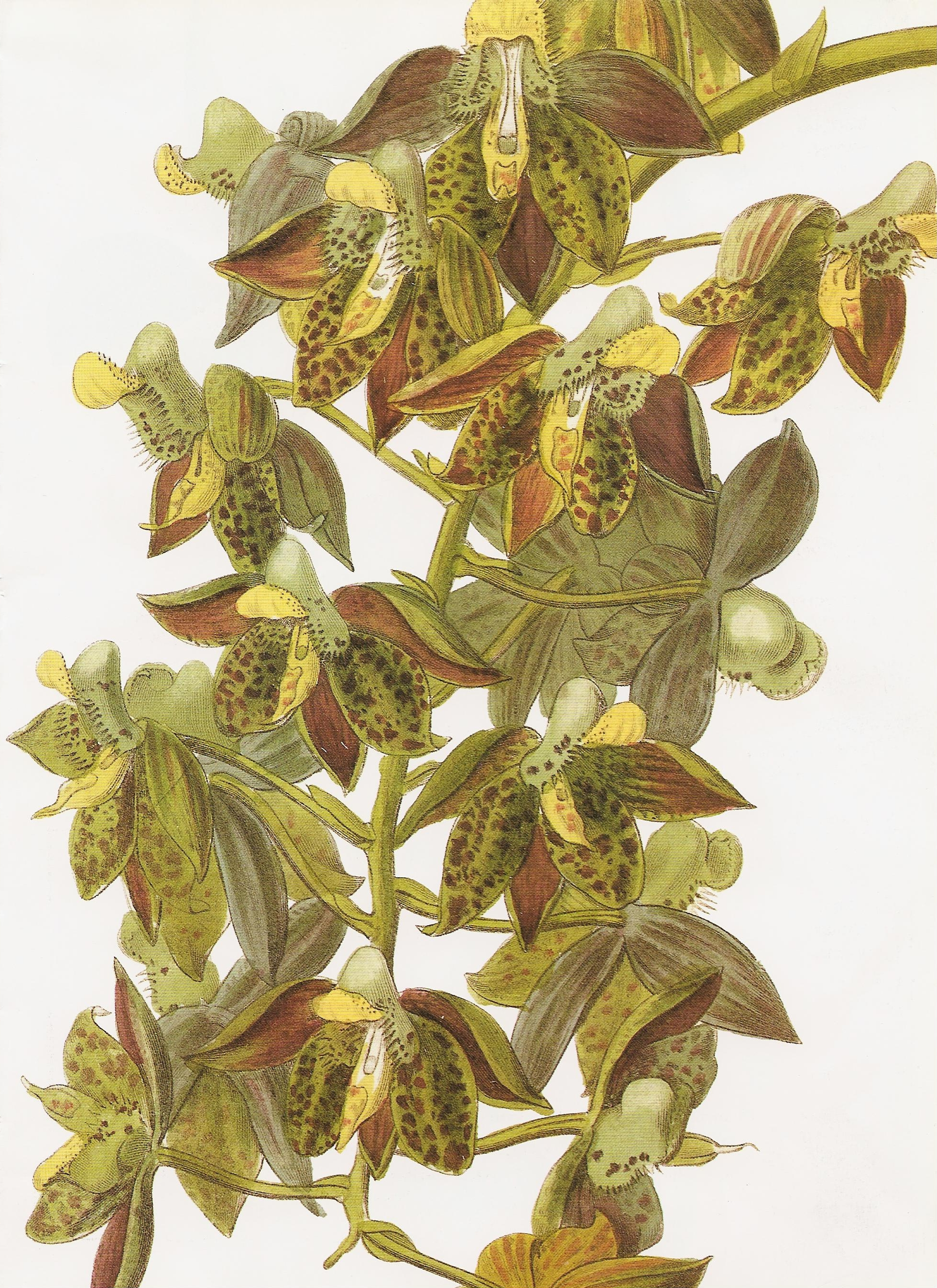
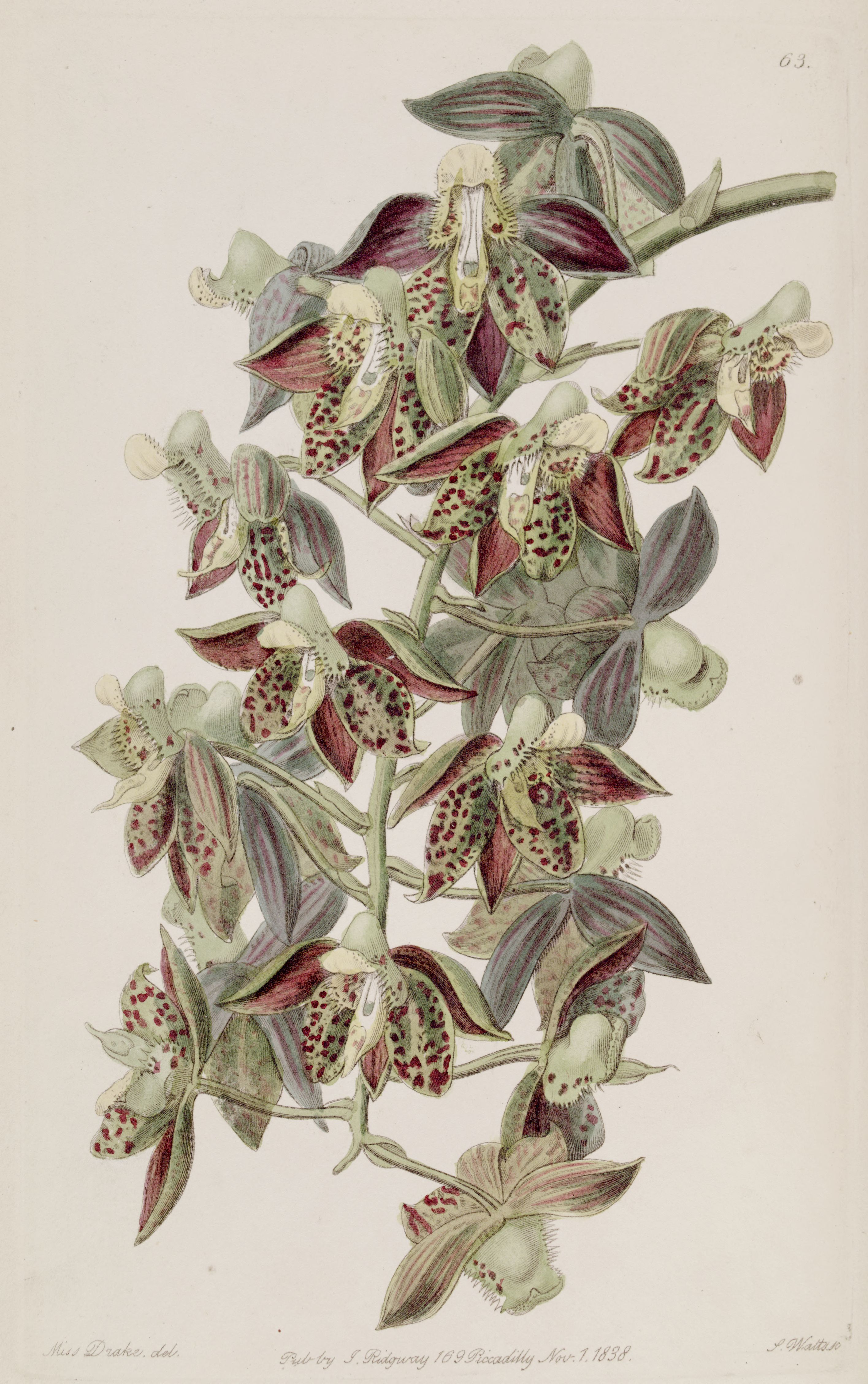